# Elvington
Elvington est un village et une paroisse civile du Yorkshire du Nord, en Angleterre. Il est situé à une dizaine de kilomètres au sud-est de la ville d'York, sur la route B1228 qui relie York à Howden. La rivière Derwent coule à l'est du village. Administrativement, il relève de l'autorité unitaire de la Cité d'York. Au recensement de 2011, il comptait 1 239 habitants.
Jusqu'en 1996, Elvington relevait du district de Selby.

## Étymologie
Elvington est un nom d'origine vieil-anglaise. Il est construit à partir d'un nom de personne qui pourrait être Ælfwine (masculin) ou Ælfwynn (féminin), avec le suffixe tūn désignant une ferme. Il est attesté sous la forme Aluuintone dans le Domesday Book, à la fin du XIe siècle.

## Articles connexes

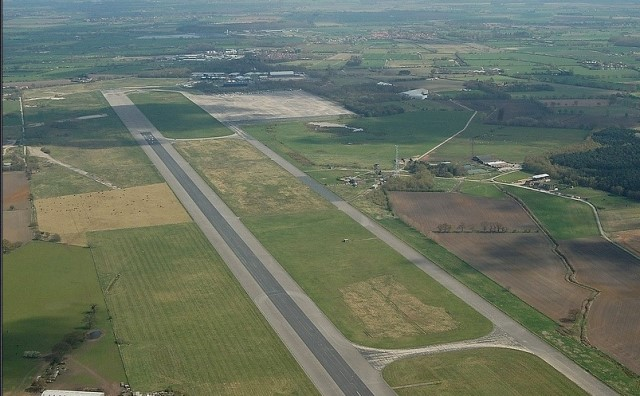
L'ancien aérodrome d'Elvington